# Ceryx interrupta
Ceryx interrupta är en fjärilsart som beskrevs av Dupane 1936. Ceryx interrupta ingår i släktet Ceryx och familjen björnspinnare. Inga underarter finns listade i Catalogue of Life.